# Восковая эпиляция

Не стесняйся своего тела. Оно всегда прекрасно!

Восковая депиляция, восковая эпиляция, ваксинг — метод депиляции (временного удаления волос c кожи). Процедура проводится путём нанесения восковой массы на покрытую волосами кожу с помощью шпателя, а затем удаляется вместе с волосами с помощью хлопчатобумажных полосок или, при толстом слое воска, рукой.
Существует несколько вариантов процедуры, различающиеся температурой и консистенцией восковой смеси.

## Варианты восковой депиляции
Непосредственно перед восковой депиляцией участок кожи обезжиривают, чтобы обеспечить хорошую адгезию восковой смеси к волосам и коже.

### Депиляция горячим воском
Депиляция горячим воском используется для удаления густого волосяного покрова с жёсткими волосами, этот метод пригоден для удаления волос с лица.
При горячем методе восковой депиляции на кожу наносят расплавленный воск и разравнивают его с помощью деревянного или пластикового шпателя. После затвердевания остывшего покрытия образовавшуюся плёнку снимают (отдирают) вместе с волосами.
При горячем способе восковую плёнку снимают либо руками, либо используют для этого хлопчатобумажные полоски.

### Депиляция тёплым воском
Депиляция тёплым воском используется для удаления нормального (не густого и не тонкого) волосяного покрова, например, на ногах.
В методе тёплого воска нагретую восковую смесь густой консистенции наносят на кожу шпателем очень тонким слоем, а после застывания снимают с помощью хлопчатобумажных полосок.

### Холодная депиляция воском
Депиляция холодным воском применяется для удаления тонких волосков, например, для начавших отрастать удалённых ранее волос.
На кожу наносится смесь, имеющая консистенцию густого мёда при комнатной температуре, затем выровненную смесь снимают с прилипшими к ней волосами.

## Описание
Также можно применить депиляцию в более интимных местах - Бикини/Глубокое бикини.
Восковая эпиляция даёт временный косметический эффект на 3-4 недели, выполняется на любых участках тела. Регулярный ваксинг делает волосы более мягкими и тонкими.
Усилить эффект можно с помощью ингибиторов роста (средства, замедляющие рост волос). Они увеличивают промежутки между процедурами.
Для деликатных участков (лобок, промежность, подмышки, лицо) — специальный горячий (шоколадный) воск.
Свойства — минимальное раздражение, удаление коротких жёстких волос, максимальная комфортность.
Для больших участков (ноги, руки) применяется тёплый воск в картриджах (шоколадный, розовый, азуленовый).
Для качественного выполнения ваксации длина волос должна быть не менее 5 мм.
После процедуры остаётся точечное раздражение (держится от 1 часа до суток в зависимости от чувствительности кожи), а также трудноудаляемые остатки воска.
Накануне процедуры рекомендуется не загорать и не применять скраб, чтобы избежать повреждения кожи. После процедуры необходимо в течение двух дней воздержаться от посещения саун, бань и солярия. Надо стараться прятать от солнца области тела, подвергнутые депиляции. Если депиляция воском проводится летом, то после процедуры необходимо воздерживаться от применения кремов для кожи, использовать только щадящие моющие средства.
Самой эффективной и безболезненной эпиляцией бикини называют процедуру с горячим воском, разогретым до 60 градусов. Горячий воск моментально разогревает кожу и раскрывает волосяной кармашек, капелька жидкого воска окутывает волоски и опускается в волосяную луковицу, обеспечивая легкое удаление волоска — это облегчает даже проведение процедуры под названием «глубокое бикини воском».

## Применение и ограничения
Для восковой депиляции, как и для эпиляции и депиляции в целом, нет возрастных ограничений.
Восковая депиляция провоцирует рост жёстких волос, поэтому её не рекомендуется делать для удаления усиков (для их удаления используют электроэпиляцию или ультразвуковую эпиляцию).

## Противопоказания
- Явно выраженные повреждения кожи.
- Варикозное расширение вен.
- Беременность (индивидуально).
- Сахарный диабет (из-за склонности к септическим осложнениям и замедленной заживляемости)

На лице ваксация применяется только после консультации косметолога. В большинстве случаев сочетается с обработкой энзимами, чтобы избежать стимуляции роста волос.